# نشوء الإمبراطورية الهولندية

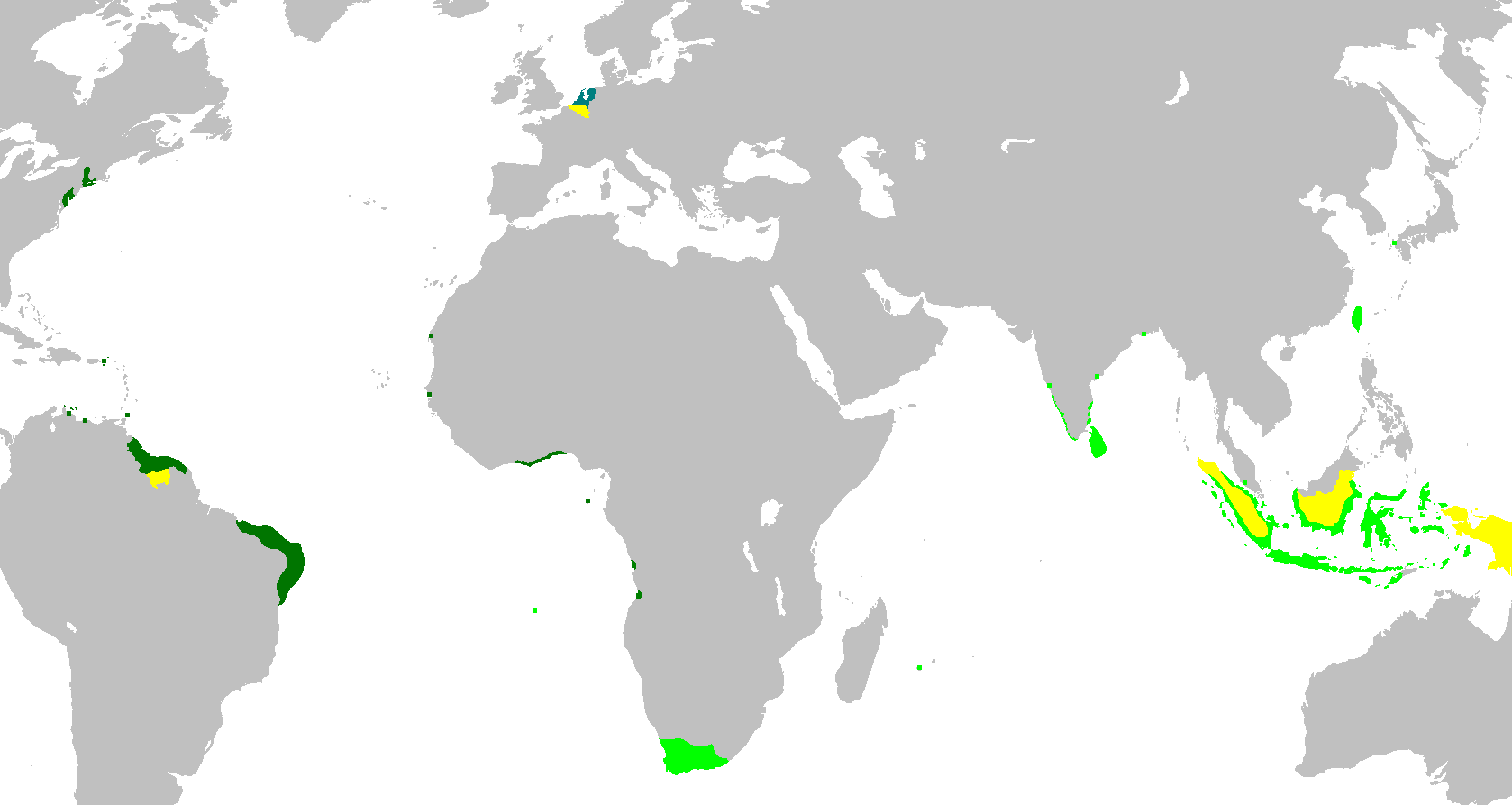
في الإمبراطورية الهولندية. المناطق الخضراء الداكنة كان يسيطر عليها شركة الهند الغربية الهولندية. والمساحات الخضراء الخفيفة يسيطر عليها شركة الهند الشرقية الهولندية. وباللون الأصفر أراضي احتلت في وقت لاحق، خلال القرن ال19.

الإمبراطورية الهولندية هو مصطلح يضم مناطق مختلفة كانت تحت سيطرة هولندا من القرن السابع عشر حتى القرن العشرين. استقروا خارج أوروبا، وكان لهم مهارات في التجارة والنقل. في أواخر القرن السادس عشر، استعادت هولندا سيطرتها في البحر، وبحلول النصف الثاني من القرن السابع عشر، ازدهرت ثقافتها واقتصادها لتهيمن على البحر. كانت تسمى هذه المائتي عام بالعصر الذهبي. بنى الهولنديون الإمبراطورية عن طريق الشركات الاستعمارية، من خلال إدارة شركات الهند الشرقية والغربية، متبعين خطى الإمبراطورية البريطانية، ما أدى إلى نشوب حرب بين الإمبراطوريتين. كان جميع البحارة والتجار الهولنديين جزءًا من الرحلات التي نُظمت حول العالم. بعد حروب الثورة الفرنسية، فقدت هولندا معظم قوتها لصالح البريطانيين بعد أن غزت الجيوش الفرنسية هولندا وأجزاء من المستعمرات الهولندية. لذلك، كان على القادة الهولنديين الدفاع عن مستعمراتهم ووطنهم. (بين عامي 1795 و 1814 أعاد الفرنسيون الهند الشرقية الهولندية في إندونيسيا وسورينام التي بقيت تحت السيطرة الهولندية.)

## الثورة العالمية للإمبراطورية الهولندية
استمرت الإمبراطورية الاستعمارية الهولندية لمدة ثلاثة قرون ونصف، سيطروا حينها على أجزاء من التجارة العالمية. من ناحية أخرى، كانت الحرب البحرية مثيرة للجدل. كانت هذه الفترة من عام 1800 بداية لعالم ثوري جديد من الثورة الأمريكية والثورة الفرنسية. كان لهذه الثورات تأثير على الثورة الأوروبية السياسية والثقافية والعلمية. أدت الثورات السياسية إلى انتفاضة فكرية وثقافية في أوروبا حيث أُطلق على هذه الفترة اسم «التنوير». بفضل فكر التنوير والثورة العلمية في أوروبا، كان الاقتصاد الغربي قادرًا على التطور بشكل أسرع من بقية العالم. لذلك، كانت نتائج ثورات هذا العالم هي بداية الإمبريالية الحديثة للدول الاستعمارية. أدى هذا بشكل أساسي إلى ظهور الإمبراطورية الاستعمارية الهولندية. استمرت الإمبراطورية الاستعمارية الهولندية لمدة ثلاثة قرون ونصف، في كل من شرق وغرب الكرة الأرضية. تركزت غالبية اقتصاد الإمبراطورية الهولندية على الهند الشرقية وكان جزء صغير فقط من تركيزهم على الهند الغربية. في العقود التي تلت عام 1880، بدأت هولندا تفقد مركزها في آسيا، بينما تمكنت بريطانيا العظمى من أن تصبح الدولة الأقوى واستحوذت على معظم شركة الهند الشرقية الهولندية. لهذا السبب، ضعفت تجارة الهند الشرقية الهولندية، وسيطر البريطانيون على آسيا وأفريقيا ومنطقة البحر الكاريبي.

### شركة الهند الشرقية الهولندية (في أو سي VOC)
أتى الاختصار في أو سي من الهولندية (فيريند أوست إينديس كومباني). تأسست هذه الشركة التجارية في الجمهورية الهولندية، وبدأت في عام 1602 لحماية تجارتها على طول المحيط الهندي. كان موقع التجارة الرئيس لشركة الهند الشرقية الهولندية في إندونيسيا. أصبحت الشركة القوة الوحيدة في شبه الجزيرة. وفقًا للأرشيف الاستعماري الهولندي، برز الاتصال بين باتافيا والحكومة في لاهاي خلال الهجمات البريطانية على شركة الهند الشرقية. ومع ذلك، أُعيدت العلاقات عندما عادت جاوا إلى الهولنديين في عام 1816، بعد خمس سنوات من الحكم البريطاني. استخدموا نظامًا قسريًا كشكل من أشكال الضرائب، للسيطرة على السكان المحليين للبيع بسعر محدد. كان النظام بأكمله هو جلب المنتجات إلى أوروبا. و [كانت أرباح شركة الهند الشرقية للشركة فقط وليس للتجار الأصليين].

### شركة الهند الغربية الهولندية
عندما سيطرت شركة الهند الشرقية على الشواطئ الشرقية، قررت أمستردام إنشاء شركة الهند الغربية التجارية (دابليو آي سي). كان لوصول الهولنديين إلى إفريقيا والأمريكيتين تأثير كبير على الثقافة السياسية لكلا البلدين. وفقًا للمؤرخين، لعب الهولنديون دورًا مهمًا في دول المحيط الأطلسي. جلبوا ثقافتهم وسياساتهم إلى إفريقيا والأمريكيتين. كان الهولنديون في حالة حرب مع إسبانيا، لكن أمستردام كانت مهتمة فقط بالاستيلاء على المستعمرات الإسبانية في منطقة البحر الكاريبي وأمريكا الجنوبية، السبب وراء الحرب مع إسبانيا، هو الغزو الإسباني لكل جنوب هولندا بين القرنين الخامس عشر والسادس عشر. لم تهتم الحكومة بالاستثمارات أو التجارة مما أغضب (التجار لعدم وجود أي ضمانات في تجارتهم). كان من الواضح أن شركة الهند الغربية كانت مهتمة بالحرب أكثر من التجارة. من ناحية أخرى، لم تكن إسبانيا تنوي شن حرب ضد الهولنديين، ونتيجة لذلك، جعلهم الإسبان يوقعون هدنة لإجبار الهولنديين على الانسحاب من الأمريكيتين. لم يتأثر الهولنديون بالحظر الإسباني على تجارتهم، باستثناء أن الهولنديين كانوا أكثر دراية برسم الخرائط في جميع أنحاء العالم. كان هيسيل جيريتش أشهر رسام خرائط هولندي في القرن السابع عشر.